# سید محمدجواد شرافت
سید محمدجواد شرافت (۱۲ مهر ۱۳۰۶ - هفتم تیر ۱۳۶۰)، مشاور محمدعلی رجایی در دوران وزارت آموزش و پرورش، عضو هیئت امنای بنیاد فرهنگی البرز، عضو هیئت مرکزی نظارت بر انتخابات تهران و نماینده دور اول مجلس شورای اسلامی بود.

## زندگی
در ۱۲ مهر ۱۳۰۶ خورشیدی در شوشتر به دنیا آمد. پدرش سید بزرگ نام داشت. در ۹ سالگی مادرش را از دست داد. در ۱۴ سالگی انجمنی با نام تبلیغات اسلامی با چند تن از دوستانش به وجود آورد. از ۱۶ سالگی (۱۳۲۲) به تدریس در مدارس مشغول شد و در همین سال ازدواج کرد. وی مدتی نیز در حوزه به تحصیل مشغول بود و با ادبیات فارسی نیز آشنایی زیادی داشت.

### تبعید به اهواز
در سال ۱۳۳۱ به دلیل درگیری در جریان انتخابات مجلس شورای ملی به طرفداری یکی از نامزدها، به اهواز تبعید شد. وی تا سال ۱۳۴۲ در این شهر در آموزش و پرورش به خدمت مشغول بود.

### تبعید به تهران
در سال ۱۳۴۲ به جرم ایجاد شورش در اهواز دستگیر شد و به تهران تبعید شد. در سال ۱۳۴۴ موفق شد به دانشگاه تهران راه پیدا کند و در رشته مدیریت تحصیل کرد. در سال ۱۳۴۵ با همکاری محمدعلی رجایی اعتصاب و تظاهرات فرهنگیان را سازماندهی کرد و به همین جرم دستگیر و به گناباد تبعید شد. پس از مدتی وی را به چالوس و کرج منتقل ساختند. سپس مجدداً به تهران آمد و در دبیرستان ماضی مشغول به تدریس شد.

### پس از انقلاب
وی پس از پیروزی انقلاب، به عنوان مشاور وزیر آموزش و پرورش، مشغول به کار شد. مدتی نیز عضو هیئت مرکزی نظارت بر انتخابات استان تهران بود. در انتخابات دور اول مجلس شورای اسلامی، با کسب ۸۲ درصد از آراء، از حوزه انتخابیه شوشتر وارد مجلس شد و به عنوان معاون کمیسیون بازرگانی برگزیده شد.

## مرگ
سرانجام در هفتم تیر ۱۳۶۰ در جریان انفجار در حزب جمهوری اسلامی کشته شد.